# Mesoclemmys tuberculata
Espèce
Synonymes
- Rhinemys tuberculata Luederwaldt, 1926
- Mesoclemmys tuberculatus (Luederwaldt, 1926)
- Phrynops tuberculata (Luederwaldt, 1926)

Mesoclemmys tuberculata est une espèce de tortue de la famille des Chelidae.

## Répartition
Cette espèce est endémique du Brésil. Elle se rencontre dans les États de l'Alagoas, de Bahia, du Ceará, du Maranhão, du Pernambouc, du Piauí, du Sergipe et du Goiás.

## Publication originale
- Luederwaldt, 1926 : Os chelonios brasilieros com a lista das espécies do Museu Paulista. Revista do Museu Paulista, Sao Paulo, vol. 14, p. 408-468.